# Reka, Laško
Reka este o localitate din comuna Laško, Slovenia, cu o populație de 164 de locuitori.